# Estació de Gavà
Gavà és una estació de ferrocarril propietat d'adif situada a la població de Gavà a la comarca del Baix Llobregat. L'estació es troba a la línia Barcelona-Vilanova-Valls per on circulen trens de les línies R2 i R2 Sud de Rodalies de Catalunya operat per Renfe Operadora.
Aquesta estació de la línia de Vilanova va entrar en servei l'any 1881 quan es va obrir el tram entre les Hortes de Sant Beltran al costat de les Drassanes de Barcelona i Vilanova i la Geltrú. Posteriorment l'any 1887 amb la unificació de la línia amb la línia de Vilafranca, els trens van deixar de passar per la carretera del Morrot, per passar per l'actual traçat per Bellvitge. Al segle xx es van fer obres a la línia per duplicar les vies.
L'any 2016 va registrar l'entrada de 1.407.000 passatgers.

## Serveis ferroviaris
| Rodalia de Barcelona                                      |               |       |                            |                                     |
| Procedència/Destinació                                    | <             | Línia | >                          | Procedència/Destinació              |
| Sant Vicenç de Calders Vilanova i la Geltrú Castelldefels | Castelldefels |       | Viladecans Sants¹          | Estació de França Granollers Centre |
| Serveis regionals de Rodalies de Catalunya                |               |       |                            |                                     |
| Lleida Pirineus                                           | Castelldefels |       | Viladecans Barcelona-Sants | Barcelona-Estació de França         |
| Reus                                                      | Castelldefels |       | Viladecans Barcelona-Sants | Barcelona-Estació de França         |

1. Alguns trens de rodalia no fan parada entre Gavà i Sants, sent la següent o anterior Sants.

1. Aquest recorregut de la R2 és provisional fins al 2011 fruit de les obres a Sant Andreu Comtal, per veure quins són els canvis que hi ha hagut vegeu R2 i R10.

## Edifici
L'edifici eclèctic de l'Estació de Gavà' és una obra del municipi de Gavà (Baix Llobregat) inclosa en l'Inventari del Patrimoni Arquitectònic de Catalunya. És un edifici aïllat de planta baixa, pis i terrat, de marcada inspiració eclèctica. Façana d'accés orientada Nord, amb obertures d'arc carpanell molt rebaixat, cornisa, semi pilastres emmarcant els buits, barana cega correguda i frontó doble amb relleu. A la façana sud cal remarcar la marquesina porticada de ferro que dona a la via. Al cantó Oest hi ha un volum (destinat a serveis) amb obertures d'arc deprimit convex. La construcció de l'estació del ferrocarril fou d'una importància essencial per al desenvolupament de Gavà. Les obres s'iniciaren l'any 1878 i la inauguració es va fer el 28 de desembre de 1881.

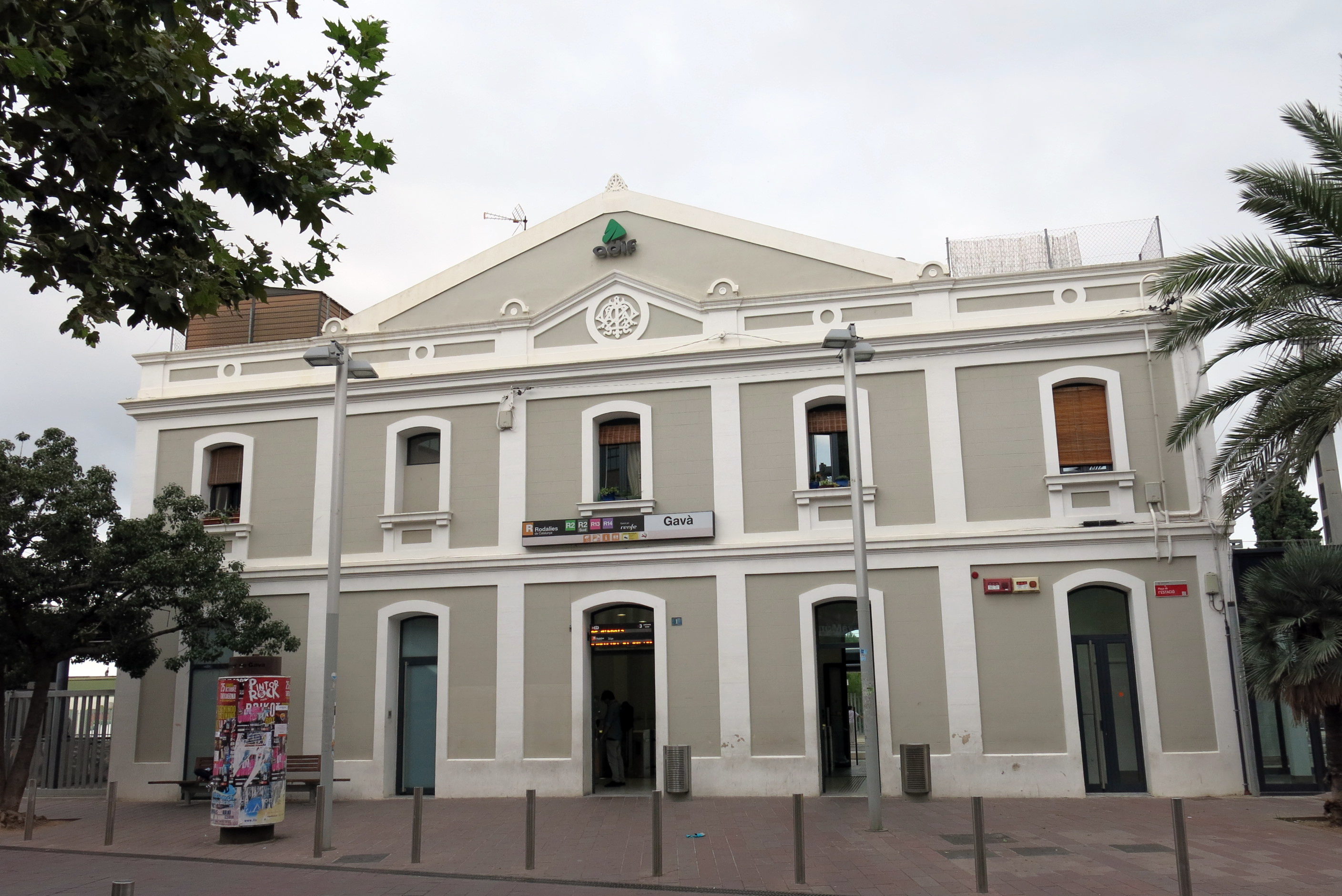
Façana d'entrada
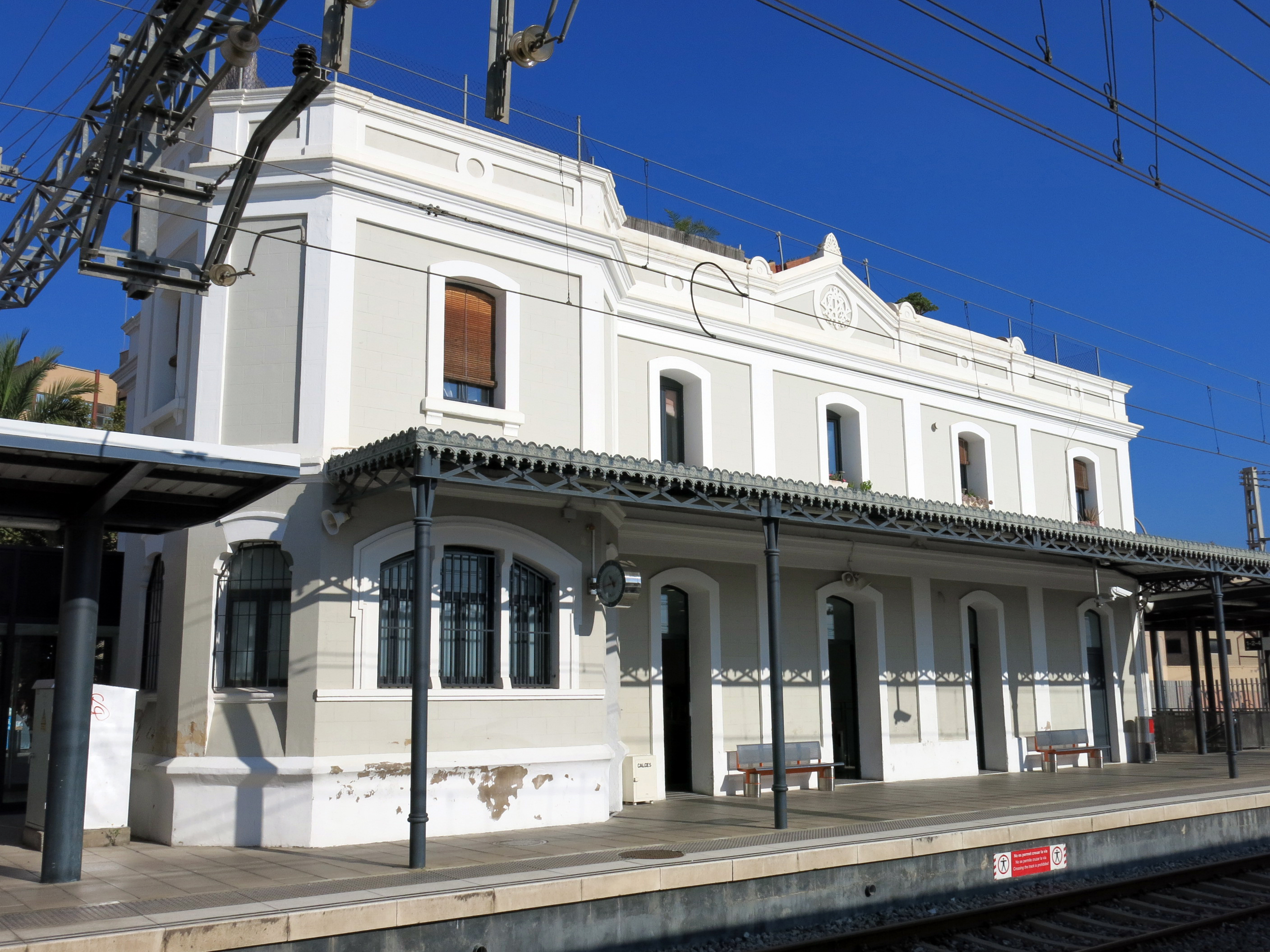
La façana davant les andances i vies